# والي كاسيل
والي كاسيل (بالإنجليزية: Wally Cassell)‏ مواليد 3 مارس 1912 في أغريجنتو، صقلية - الوفاة 2 أبريل 2015 في بالم ديسيرت، الولايات المتحدة، هو ممثل أمريكي بدأ مسيرته الفنية سنة 1942.

## الأعمال
- الكوميديا الإنسانية
- ناشونال فيلفيت
- رفع المرسى

## روابط خارجية
- والي كاسيل على موقع IMDb (الإنجليزية)
- والي كاسيل على موقع روتن توميتوز (الإنجليزية)
- والي كاسيل على موقع تيرنر كلاسيك موفيز (الإنجليزية)
- والي كاسيل على موقع أول موفي (الإنجليزية)
- والي كاسيل على موقع قاعدة بيانات الأفلام السويدية (السويدية)
- والي كاسيل على موقع قاعدة بيانات الفيلم (الإنجليزية)